# الهيئة العربية للطيران المدني
الهيئة العربية للطيران المدني (بالإنجليزية: Arab Civil Aviation Commission)‏ هي منظمة عربية متخصصة تابعة لجامعة الدول العربية، تهدف إلى توثيق التعاون والتنسيق بين الدول العربية في مجال الطيران المدني وتطويره. بالإضافة إلى تنسيق التعاون الدولي.

## عن الهيئة
- إنشاء الهيئة

1. أنشأت في 7 فبراير 1996 بالرباط في المملكة المغربية[5] عندما دخلت اتفاقية إنشائها حيز التنفيذ، وقد عقدت جمعيتها العامة الأولى في 4/5 يونيو 1996.[6]
2. صادقت على هذه الاتفاقية حتى الآن 20[6] دولة عربية. بينما باقي الدول العربية بصدد التصديق.[7]

- أهداف الهيئة

تتمثل أغراض وأهداف الهيئة في تزويد سلطات الطيران المدني في الدول الأعضاء بإطار للعمل المشترك من أجل:
1. وضع تخطيط عام للطيران المدني بين الدول العربية قصد تنمية وتأمين سلامته.
2. النهوض بالتعاون والتنسيق الواجب بين الدول الأعضاء في مجال الطيران المدني ووضع الأسس الكفيلة بذلك ليكون ذا طابع موحد.
3. العمل على تنمية وتطوير الطيران المدني العربي بشكل يستجيب لحاجيات الأمة العربية في نقل جوي آمن وسليم ومنتظم.

- اختصاصات الهيئة

تقوم الهيئة بأداء جميع المهام الضرورية لتنفيذ أغراضها وأهدافها وبوجه خاص ما يلي:
1. إجراء البحوث وإعداد الدراسات، حسبما يلزم، بشأن الجوانب الاقتصادية والتنظيمية والقانونية والفنية والأمنية المتعلقة بالطيران المدني بين الدول الأعضاء.[4]
2. تنسيق مواقف الدول الأعضاء بصدد الأمور ذات المصلحة المشتركة والاهتمام المشترك في مجال الطيران.
3. تشجيع ومساندة التكامل بين مؤسسات النقل الجوي العربية.
4. تشجيع ومساندة صناعة الطيران بوجه عام والنهوض باستخدامها في الدول الأعضاء.
5. رصد التغييرات، بما في ذلك التغييرات التقنية، في الطيران المدني وتقييد متطلبات الدول الأعضاء للاستجابة للتحديات المهمة.
6. تشجيع التنسيق والتوافق بين تشريعات وإجراءات الطيران المدني في الدول الأعضاء والعمل على توحيد تلك التشريعات والإجراءات.
7. تشجيع تطبيق القواعد القياسية وأساليب العمل الموصى بها في ملاحق اتفاقية الطيران المدني الدولي.
8. تعزيز الترتيبات بين الدول الأعضاء كلما ساهم ذلك في تنفيذ الخطط الإقليمية الصادرة عن منظمة الطيران المدني الدولي بخصوص التجهيزات والخدمات الخاصة بالملاحة الجوية.
9. تسهيل تبادل المعلومات الخاصة بسلامة الطيران والنهوض بالوعي الأمني بين الدول الأعضاء.
10. التنسيق بخصوص برامج التدريب والتكوين مع تشجيع وضع البرامج لتطوير معاهد التكوين، وجعلها تستجيب للحاجيات الحالية والمستقبلية للعاملين في مجال الطيران المدني.
11. دراسة أي موقف من شأنه عرقلة تقدم النقل الجوي والملاحة الجوية في الدول العربية وذلك بناء على طلب أي دولة عضو والتوصية بما تراه مناسبا.

## أجهزة الهيئة

الهيكل التنظيمي للهيئة العربية للطيران المدني

يضم هيكل الهيئة جمعية عامة، ومجلس تنفيذي، وإدارة عامة، وخمس لجان مكونة من خبراء متخصصين يمثلون الدول الأعضاء (لجنة البيئة، لجنة النقل الجوي، لجنة الملاحة الجوية، لجنة السلامة الجوية والمقاييس، ولجنة أمن الطيران) بالإضافة إلى لجنة الرقابة المالية.

### الجمعية العامة
تتألف الجمعية العامة من الرؤساء والمديرين العامين للطيران المدني في الدول العربية الأعضاء، تجتمع مرة كل سنتين لاعتماد المخططات والبرامج وموازنة الهيئة.

### الإدارة العامة
1. الإدارة العامة هي الجهاز الإداري للهيئة، يترأسها مدير عام تنتخبه الجمعية العامة لمدة أربع سنوات[4] قابلة للتجديد مرتين. ودور المدير العام هو تطبيق توصيات وقرارات الجمعية العامة والمجلس التنفيذي، وإعداد مشاريع ونشاطات الهيئة.
2. إن الإدارة العامة للهيئة العربية للطيران المدني تتألف من المدير العام للهيئة بالإضافة إلى أربعة خبراء: خبير السلامة الجوية، خبير النقل الجوي، خبير الملاحة الجوية، وخبير أمن الطيران.[9]

### اللجان الفنية
تقوم لجان الهيئة: لجنة النقل الجوي، لجنة البيئة، لجنة امن الطيران، لجنة الملاحة الجوية، ولجنة السلامة الجوية بتحضير أعمال الهيئة ومشاريعها وبحث المواضيع المحالة إليها. وتتألف كل لجنة من 9 خبراء متخصصين يمثلون الدول الأعضاء. وتعقد كل لجنة اجتماعاتها مرتين في السنة على الأقل. ويمكن لهذه اللجان إنشاء لجان فرعية أو فرق عمل لانجاز أعمالها.

## التنسيق والتعاون العربي والدولي
- الجهات التي تتعامل مع الهيئة:

1. منظمة الطيران المدني الدولي.
2. الاتحاد العربي للنقل الجوي.
3. اللجنة الإفريقية للطيران المدني.
4. اللجنة الأمريكية اللاتينية للطيران المدني.
5. المؤتمر الأوروبي للطيران المدني.
6. كلية الملكة نور للطيران المدني بالأردن.
7. كلية قطر لعلوم الطيران.
8. أكاديمية الطيران بسنغافورة.
9. الوكالة الأوروبية لمراقبة الملاحة الجوية.
10. الاتحاد الدولي للنقل الجوي.
11. شركة ألكاتيل.
12. المجلس الدولي للمطارات.
13. الاسكوا.
14. المكتب الوطني للمطارات – كلية محمد السادس للطيران.[11]
15. اللجنة العربية الدائمة للأٍرصاد الجوية.
16. المؤسسة العربية للأقمار الصناعية.(مؤسسة عرب سات)
17. سلطات الطيران المدني للدول الصديقة، ونخص بالذكر فرنسا لما تقدمه من مساعدات.

- العلاقة الخاصة بين الهيئة ومنظمة الطيران المدني الدولي

1. تعتبر منظمة الطيران المدني الدولي إحدى المنظمات المتخصصة التابعة للأمم المتحدة التي تلعب دورا قياديا في مجال الطيران المدني، وتعتبر قراراتها وتوصياتها الموجه العام لجميع الدول المتعاقدة وكذلك للمنظمات والهيئات الإقليمية المتخصصة في مجال الطيران المدني. وترتبط الهيئة بالأيكاو بعلاقة وطيدة، حيث تقوم الهيئة بتبنى ومتابعة تطبيق القواعد القياسية وأساليب العمل الصادرة عن المنظمة الدولية. وقد توجت تلك العلاقة بتوقيع اتفاقية تعاون بين الهيئة والأيكاو سنة 1999.
2. وتعمل الهيئة جاهدة على الالتزام بكافة قرارات منظمة الطيران المدني الدولي، مما أعطاها مصداقية وعزز دورها في المحافل الدولية المعنية بقطاع الطيران المدني. وتساهم الهيئة بفعالية في كافة الاجتماعات والمؤتمرات التي تنظمها الأيكاو، بل أن نشاطها المتميز جعل منها مساهمة قوية في صياغة القرارات الصادرة عن تلك الاجتماعات المتبنية للعديد من اقتراحات ومطالب المجموعة العربية.

- التعاون القائم مع الجامعة العربية

1. تلتزم الهيئة بمقتضى اتفاقية إنشائها بقرارات مجلس وزراء النقل العرب الذي تقدم له تقريرا دوريا عن أنشطتها. كما تلتزم بقرارات المجلس الاقتصادي والاجتماعي، وتقدم مذكرات دورية لاجتماعاته، وكذلك لجنة المنظمات للتنسيق والمتابعة ولجنة التنسيق العليا للعمل العربي المشترك. كما تحضر الهيئة لاجتماعات مجلس الجامعة ومؤتمر القمة بدعوة من الأمانة العامة للجامعة. وتنسق العمل مع الأمانة العامة لجامعة الدول العربية والمنظمات الأخرى وتلتزم الهيئة في هذا الإطار: بعرض مشاريع خططها وبرامجها وموازنتها على لجنة المنظمات للتنسيق والمتابعة تمهيدا لعرضها على المجلس الاقتصادي والاجتماعي للاعتماد.

- مساهمة الهيئة في تشجيع التكامل بين مؤسسات النقل الجوي (التعاون مع الاتحاد العربي للنقل الجوي)

1. إن من أهم انشغالات الهيئة منذ تأسيسها هو خلق الإطار القويم لمساعدة مؤسسات النقل الجوي في تجميع قواها وتنسيق مواقفها وتوحيد خططها وبرامجها، أملا في تحقيق تكامل في شتى مكونات قطاع الطيران المدني العربي. وهكذا عملت الهيئة على ترسيخ التعاون مع الاتحاد العربي للنقل الجوي من خلال وضع سياسة عربية موحدة للنقل الجوي وإعادة هيكلته وتخفيف القيود على الحريات الجوية وتكثيف الرحلات الجوية بين البلدان العربية، وتشجيع الناقلات العربية على التعاون في مجالات تبادل قطع الغيار، وصيانة الطائرات ونظم الحجز الآلي والعمل بمنهجية الرموز المشتركة والتحالفات التسويقية. وهناك خطوات أخرى تم اتخاذها كأرضية للتعاون والتكامل في مجالات تطوير الممرات الجوية في الأجواء العربية والتعاون في البحث والإنقاذ وتحسين خدمات الملاحة الجوية بالتوجه نحو تنفيذ نظام الملاحة الجوية عبر الأقمار الصناعية، وتوسيع نطاق التعاون ليشمل خدمات السلامة الجوية وكذا توحيد أنظمة وقوانين الطيران المدني في الدول العربية.

## الدول الأعضاء في الهيئة
- بلغ عدد الدول الأعضاء في الهيئة عشرون دولة هي:[12]

المملكة الأردنية الهاشمية، الإمارات العربية المتحدة، دولة البحرين، الجمهورية التونسية، الجمهورية الجزائرية الديمقراطية الشعبية، المملكة العربية السعودية، جمهورية السودان، الجمهورية العربية السورية، جمهورية العراق، سلطنة عمان، دولة فلسطين، دولة قطر، الجمهورية اللبنانية، دولة ليبيا، جمهورية مصر العربية، المملكة المغربية، الجمهورية الإسلامية الموريتانية، الجمهورية اليمنية، جمهورية جيبوتي، جمهورية الصومال.

## إتفاقيات الهيئة
- إتفاقيات عربية[13]

1. 2010 مذكرة تفاهم بين الهيئة العامة للطيران المدني لدولة الإمارات العربية المتحدة والهيئة العربية للطيران المدني
2. 2007 اتفاقية إنشاء الهيئة العربية للطيران المدني: مجلس الجامعة على المستوى الوزاري يقرر الموافقة على تعديل اتفاقية إنشاء الهيئة العربية للطيران المدني بالصيغة المرفقة.
3. 2004 اتفاقية التحرير النقل الجوي: اتفاقية تحرير النقل الجوي بين الدول العربية الموقعة بدمشق في 19/12/2004
4. 2004 القواعد التنظيمية: القواعد التنظيمية لاتفاقية تحرير النقل الجوي بين الدول العربية (اتفاقية دمشق) المعتمدة من الجمعية العامة الحادية عشر (طرابلس،12-13 مايو 2008)
5. 2004 اتفاقية الية التفاوض: - اتفاقية بشأن آلية التفاوض الجماعي العربي مع التكتلات الإقليمية أو دون الإقليمية الموقع بدمشق 19 ديسمبر 2004
6. 2004 مذكرة تفاهم بين الهيئة العربية للطيران المدني والمؤسسة العربية للاتصالات الفضائية عرب سات
7. 1999 اتفاقية المقر: اتفاق حاص بالمقر بين الهيئة العربية للطيران المدني وحكومة المملكة المغربية.

- إتفاقيات دولية[14]

1. 2015 اتفاقية شراكة وتعاون بين الهيئة العربية للطيران المدني والأكاديمية التونسية الفرنسية[15]
2. 2014 مذكرة للتعاون بين الهيئة العربية للطيران المدني والاتحاد العربي للرياضات الجوية[16]
3. 2010 مذكرة للتعاون بين منظمة الطيران المدني الدولي والهيئة العربية للطيران المدني
4. 2010 مذكرة تفاهم وتعاون بين الهيئة العربية للطيران المدني ومؤسسة الخطوط الجوية الكويتية[17]
5. 2010 إتفاقية التعاون بين إدارة الطيران المدني لجمهورية كوريا والهيئة العربية للطيران المدني
6. 2009 برنامج العمل المشترك بين الهيئة العربية للطيران المدني والمؤتمر الأوروبي للطيران المدني
7. 2003 اتفاقية التعاون بين المنظمة الأوروبية لسلامة الملاحة الجوية (يوروكنترول) والهيئة العربية للطيران المدني.
8. 2000 مذكرة تفاهم بين الهيئة العربية للطيران المدني والمؤتمر الأوروبي للطيران المدني.
9. 2000 مذكرة تفاهم بين الهيئة العربية للطيران المدني واللجنة الأمريكية اللاتينية للطيران المدني.
10. 1999 مذكرة تفاهم بين الهيئة العربية للطيران المدني واللجنة الإفريقية للطيران المدني.
11. مذكرة التفاهم بشأن التعاون بين الهيئة العربية للطيران المدني والمديرية العامة للطيران المدني للجمهورية الفرنسية
12. مذكرة تفاهم بشأن التعاون بين الهيئة العربية للطيران المدني ومنظمة الطيران المدني لجمهورية إيران الإسلامية